# Concierto para clarinete (Copland)

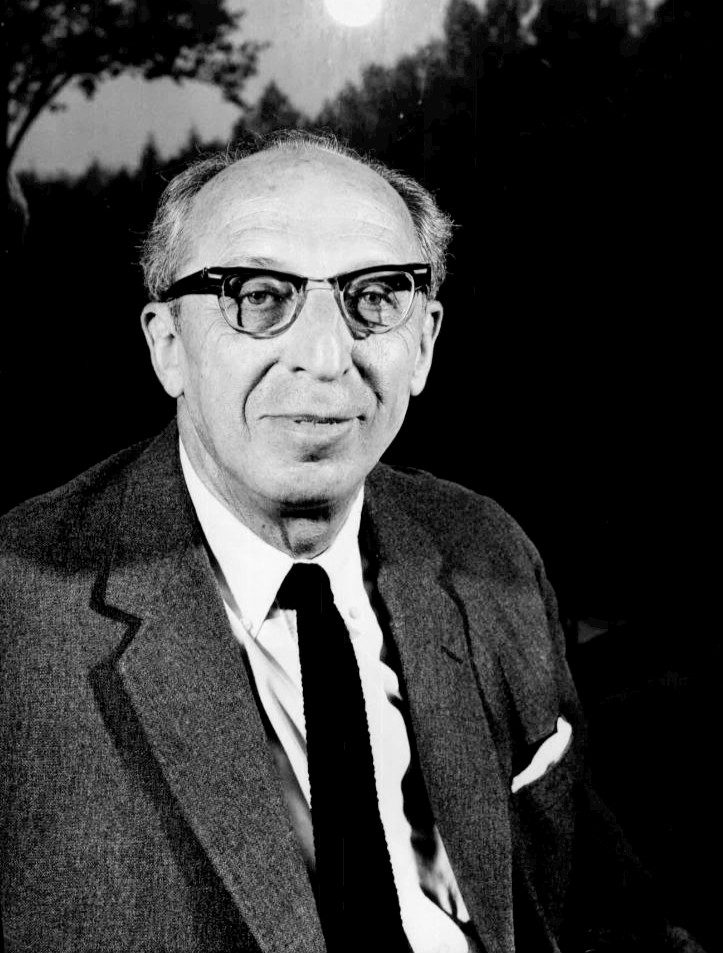
Aaron Copland, compositor de la obra.

El Concierto para clarinete y orquesta de cuerda con arpa y piano fue compuesto en el año 1949por Aaron Copland y dedicado al clarinetista Benny Goodman. Sé estrenó el 6 de noviembre de 1950, con Fritz Reiner como director de la Orquesta Sinfónica de los estudios de la NBC.

## Historia
El afamado clarinetista Benny Goodman encargó una obra para clarinete al compositor Béla Bartók en 1938 (Contrasts), y otra al compositor Paul Hindemith en 1947 (Concierto para Clarinete). En ese mismo año, contactó con el compositor Aaron Copland, quien nunca había pensado en componer un concierto para clarinete antes que Goodman le encargase uno. Además del arreglo de su Short Symphony (Sinfonía No. 2) para un sexteto, en donde el clarinete es uno de los protagonistas, la única experiencia que Copland tenía con el clarinete eran las partes orquestales de algunas de sus obras. Por mucho tiempo, Copland fue un admirador de Benny Goodman, y quiso escribir el concierto con el intérprete en mente, dándole un punto de vista fresco. Copland y Goodman no trabajaron juntos durante la composición de la obra. Una vez finalizada, el compositor se la envió a Goodman, quien respondió agradeciéndole: "Con algunas pequeñas correcciones, yo sé que tendremos una buena obra". 
Cuando leyeron el concierto completo, el clarinetista David Oppenheim estuvo a su alrededor como apoyo moral. Copland había escrito la última página demasiado aguda, y tuvo que bajar el rango de altura. Goodman hizo otras sugerencias; una de ellas se refería en una nota aguda en la cadencia (Copland sabía que Benny podría alcanzar esa nota, ya que la había escuchado en sus grabaciones). Sin embargo, Goodman le explicó que, aunque pudiera alcanzarla cómodamente cuando tocaba jazz para una audiencia, quizás no sería capaz de obtenerla si la tuviera que leer de una partitura o para una grabación; por ello, la nota fue cambiada.
Para ese entonces, Copland supuso que Goodman planificaría un concierto poco después de que terminara la obra, pero el 14 de febrero de 1949 (casi un año más tarde), escribió: “Me siento terriblemente desilusionado por no ser capaz de realizar el concierto el 10 de mayo, pero obviamente, con mi actual situación, sería tonto por mi parte afrontar un trabajo tan importante en este momento.  Estoy ansioso por tocar el concierto en público y le dedicaré mucho trabajo junto con Ingolf Dahl en Los Ángeles; mientras tanto me mantendré en contacto con usted hasta que encontremos el momento oportuno para realizarlo.” 
Sin embargo, Goodman no hizo demandas sobre lo que Copland debía escribir y este tuvo completa libertad, poniendo como condición que Goodman debía tener la exclusividad de interpretar la obra durante los dos primeros años. En vista de ello, Benny interpretó el concierto en repetidas ocasiones con Copland como director y de ellas se hicieron dos grabaciones. La primera grabación de la obra fue para Columbia, con la orquesta de cuerda de dicha discográfica. La segunda, que se hizo en los años sesenta, es considerada de mayor calidad.

## Estructura
El concierto dura dieciséis minutos y medio y está compuesto por dos movimientos conectados por una cadenza. El primer movimiento es una canción lánguida compuesta en compás de tres por cuatro y el segundo una forma libre de rondó, haciendo un absoluto contraste, de estilo severo y de sabor jazzístico.
La cadencia que une los movimientos le da al solista la oportunidad de demostrar su virtuosismo, mientras introduce al mismo tiempo fragmentos del material melódico que se oirán en el segundo movimiento. En otras palabras, es libre dentro de lo razonable; a fin de cuentas, ésta y el movimiento siguiente están en lenguaje de jazz.
Asimismo, parte del material del segundo movimiento representa una fusión inconsciente de elementos obviamente relacionados con la música popular de USA y Sudamérica: ritmos de Charleston, Boogie-woogie, y aires brasileños populares. El Concierto para Clarinete termina con una coda bastante elaborada en "do" mayor que concluye con un glissando o “smear” en la jerga jazzística.